# Revolta da Água-Pé
Revolta da Água-Pé, ou Segunda Outubrada, foi o levantamento monárquico ocorrido na região de Mafra e Torres Vedras a 20 de Outubro de 1914. O movimento terminou com um recontro entre os amotinados e forças governamentais perto de São Pedro da Cadeira, onde os revoltosos foram derrotados e obrigados a dispersar. Do recontro resultaram três mortos e vários feridos.

## Contexto
O motim ocorreu no contexto da agitação pró-monárquica que se vivia em Portugal nos anos iniciais da Primeira República Portuguesa, agravada pela agitação social causada pelo desencadear da Primeira Guerra Mundial. A revolta seguiu-se ao levantamento monárquico de Outubro de 1913 (a Primeira Outubrada) e insere-se num conjunto de levantamentos pró-monárquicos que culminaria na Monarquia do Norte.

## Os acontecimentos
O movimento iniciou-se com o assalto ao Quartel da Escola de Tiro de Mafra, às 8 horas da manhã de 20 de Outubro de 1914. Por a data coincidir com o auge da época de fabrico da água-pé, ficaria jocosamente conhecida por Revolta da Água-Pé.
Devido à revolta monárquica, em Mafra, fundearam ao largo da Ericeira o cruzador Adamastor e o rebocador Bérrio. Daí desembarcaram cerca de 150 marinheiros, 2 oficiais e 4 sargentos. Esse efectivo militar esteve estacionado durante 48 horas no Casão da Firma Rosa & Comandita, na Ericeira, seguindo então para Mafra.
A acção foi executada por um grupo de monárquicos comandados pelo major Rodrigues Nogueira.
Tendo obtido naquele quartel algumas armas e munições, os revoltosos puseram-se a caminho de Torres Vedras, onde contavam encontrar apoio. No percurso, quando atravessavam a freguesia de Ventosa, foram interceptados por uma força da Guarda Nacional Republicana, saída de Torres Vedras, e por uma força militar fiel ao governo, vinda de Mafra sob o comando do capitão Álvaro Poppe.
O recontro com os revoltosos deu-se na vizinhança de São Pedro da Cadeira, tendo resultado em três mortos e vários feridos. Nesse mesmo dia registaram-se escaramuças nos lugares de Encarnação, Azenha dos Tanoeiros, São Pedro da Cadeira, Coutada, São Mamede da Ventosa e Moçafaneira, localidade onde a GNR apreendeu grande parte do armamento dos revoltosos.
Em Torres Vedras formaram-se grupo de republicanos armados, preparados para defender a vila caso os rebeldes lá conseguissem chegar, ao mesmo tempo que se enviavam patrulhas para diversas localidades das redondezas. Apesar do aparato, as patrulhas só encontraram povoações em alarme, gente fugida pelos pinhais, mulheres lastimando a sua sorte, muitos boatos desencontrados, uns diziam que os alemães tinham desembarcado próximo de Santa Cruz para nos aniquilar, outros gritavam que era a tropa do governo que vinha buscar gente para a guerra (…).
Depois de derrotados, os revoltosos debandaram para norte, pernoitando nos arredores de Póvoa de Penafirme, escapando por pouco a um grupo de republicanos civis armados que, vindos da Lourinhã, marchavam em direcção a Torres Vedras, atingindo nessa noite o Vimeiro. Esses republicanos no dia seguinte partiram em direcção a Porto Novo, Povoa de Penafirme, percorrendo toda a costa marítima até Santa Cruz, em perseguição dessa cáfila de cães raivosos.
Nos dias imediatos, os líderes da revolta, entre os quais Ernesto Soares, entregaram-se ou foram sendo presos, acabando por ser condenados em Janeiro de 1915 a pesadas penas de prisão. Em Mafra foram efectuadas diversas prisões de indivíduos suspeitos de serem cúmplices dos revoltosos, os quais acabariam livres por falta de provas.
Nesses mesmos dias ocorreram incidentes em Bragança e foram assaltados vários jornais monárquicos em Lisboa (Jornal da Noite, Restauração e Talassa) e o jornal crítico independente Ridículos.
Na sequência dos acontecimentos, a 22 de Outubro foi criado um tribunal militar especial para julgamento dos conspiradores monárquicos.